# Sudzha
Sudzha (en ruso: Суджа) es una ciudad rusa perteneciente al óblast de Kursk. Situada en el suroeste del país, es centro del raión homónimo.

## Toponimia
El nombre de la ciudad es el mismo en ruso y en ucraniano, Sudzha. Sin embargo, el nombre de la ciudad a veces se translitera como Suya (la transliteración inglesa es Suja).

## Geografía
Sudzha está situada a orillas de los ríos Sudzha y Oleshnya (afluentes del río Psel), 85 km al oeste de Kursk y 47 km al noreste de Sumy en Ucrania.

## Historia

### Periodo medieval y moderno

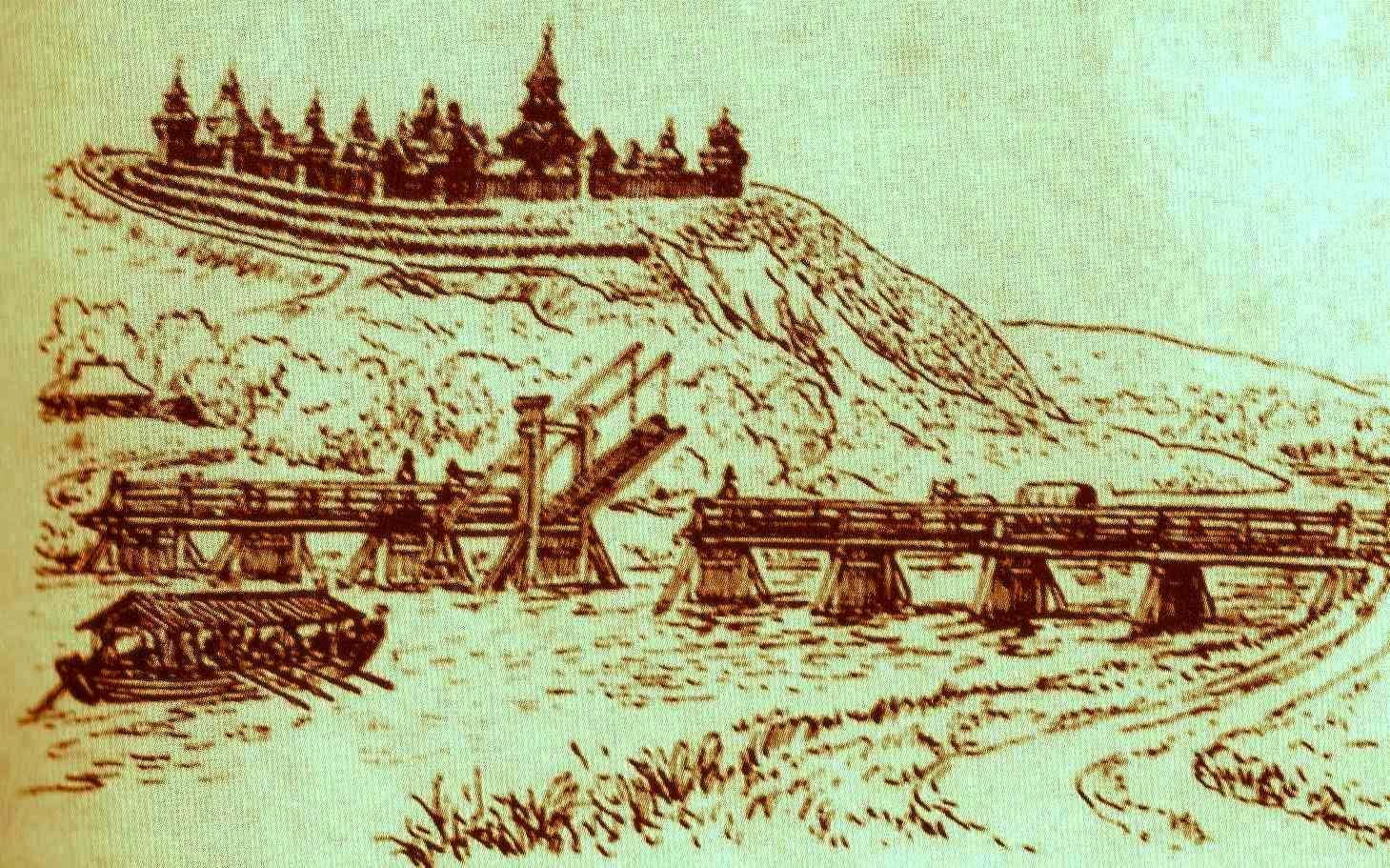
Fortaleza de Suya

En el siglo XII, Sudzha formaba parte del principado de Rila, parte del principado de Chernígiv y del Gran Ducado de Lituania.
Hubo un asentamiento de personas en el sitio de la ciudad hasta 1664, pero después de un gran incendio en 1662 (en plena guerra polaco-rusa, como un elemento del sistema de defensas que defendía los alrededores meridionales de Moscú), se envió una embajada de la gente del pueblo al zar Oleksii Mijáilovich con una solicitud para restaurar el asentamiento. El zar decidió construir aquí una ciudad fortaleza, porque era el apogeo de la guerra moscovita-polaca (1654-1667) y las ruinas de Ucrania (1657-1687). Se construyó una ciudad rodeada por una muralla de madera con catorce torres (de las cuales cuatro eran entradas) que marcaba los límites con un territorio de ríos y pantanos: en el interior de la fortaleza, una sotnia ("centuria"), de cosacos guardaba de la localidad y de sus alrededores. Pertenecían al Regimiento de Sumy. Tras la guerra ruso-polaca y la integración del Hetmanato cosaco en el Imperio ruso, Sudzha perdió su carácter estratégico, transformándose en una ciudad mercantil. Recibió el estatus de ciudad, en 1664. Según la descripción del voivoda y mayordomo G. S. Ragozin, en Suya había 782 yardas y 1.387 habitantes junto con los slobodas, y había dos iglesias de troncos.. La ciudad fue construida sobre "sakms" tártaros , es decir, en el cruce de caminos nómadas tártaros. Sduzha estaba incluida en el sistema de fortificaciones Putivl-Rylsk-Jotmizhsk-Kursk, que cubría Moscú desde el sursudoeste. En el apogeo de la guerra con la Mancomunidad polaco-lituana, Suya era un centro de retaguardia. Aquí llegaron las tropas del voivoda Romodanivsky de Moscú, los hetmanes de Ucrania vinieron aquí para negociar.

### SiglosXVIIIyXIX
Después de la paz con la República de las Dos Naciones y la unión del ejército de Zaporiyia con Moscovia, la ciudad perdió su importancia militar pero se convirtió en una ciudades comercia donde floreció el comercio local. En el siglo XVII y principios del XVIII estuvo gobernada por los gobernadores de Moscú. Desde 1708, Sudzha fue asignada a la gobernación de Kiev, desde 1719, como parte de la gobernación de Bélgorod como parte del Imperio ruso. Por un ukaz promulgado por Catalina la Grande en 1785, la ciudad se convierte en centro administrativo de un uyezd.

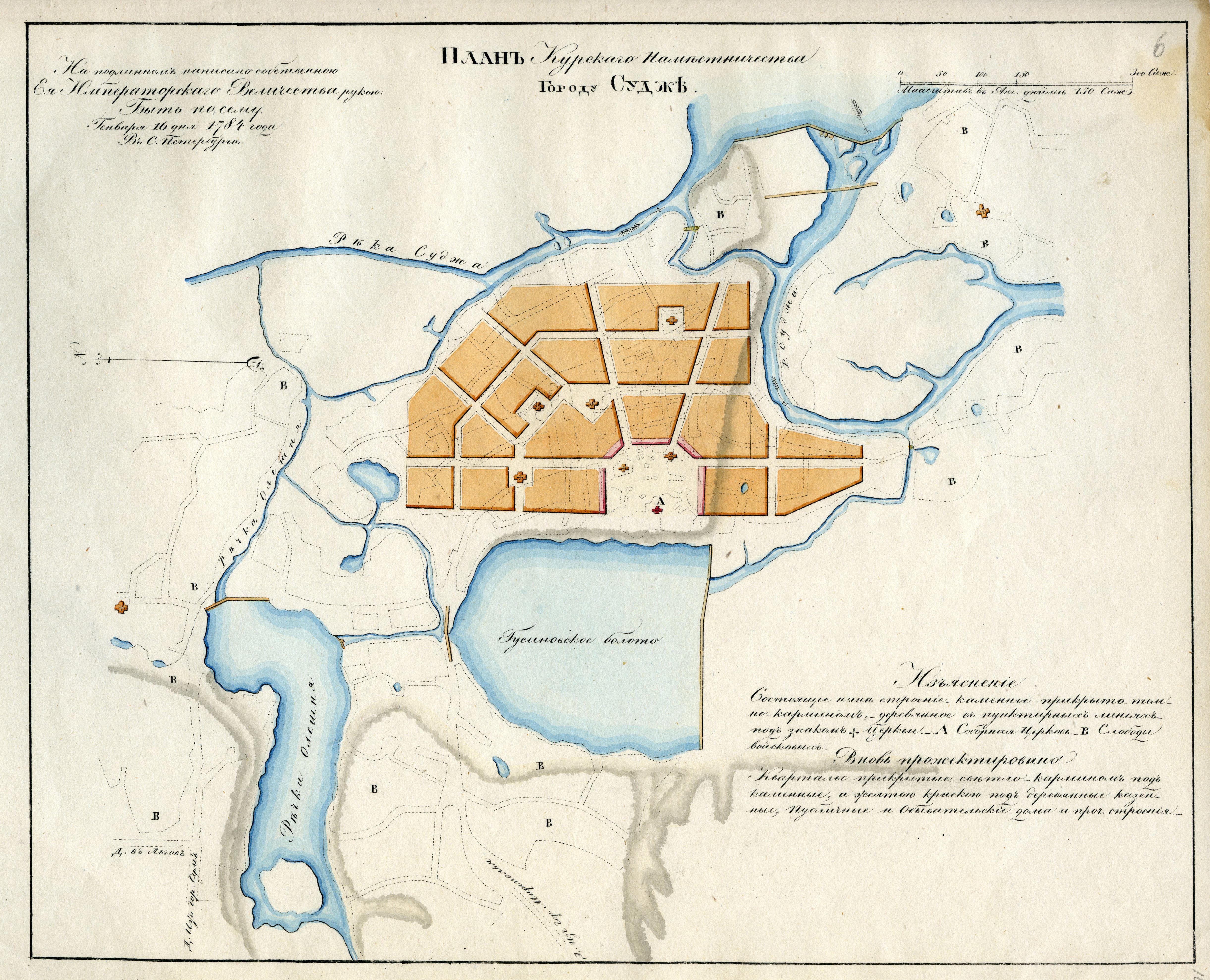
Plano de la ciudad de Sudzha (1784)

El 1 de mayo de 1797 se emitió un decreto real que debía formar una provincia a partir de 10 poviats. Los condados de Jotmizhsky, Bilopolsky y Miropilsky (junto con Sudzha) fueron transferidos a la gobernación de Kursk. Así es como las tierras étnicas ucranianas del este de la Ucrania Libre terminaron siendo parte de una provincia con una población rusa dominante. 
A finales del siglo XIX, Suya era un pequeño centro industrial y cultural. Había 8 iglesias en la ciudad y en la ciudad funcionaban gimnasios masculinos y femeninos, una escuela real, una biblioteca pública de zemstvo, un hospital de zemstvo, un seminario para profesores y dos escuelas parroquiales. Las principales industrias eran de vodka, salitre, vapor: fábricas de cereales y mantequilla, y fábricas de cuero. 
En este momento, Suya se está convirtiendo en un centro artesanal y comercial con una industria alfarera bien desarrollada, cuyos productos se valoran mucho más allá de las fronteras de la gobernación de Kursk. La producción de alfarería alcanzó su apogeo a mediados del siglo XIX. En la exposición de París de finales del siglo XIX, los alfareros recibieron una medalla de cerámica.

### SiglosXXyXXI
Sudzha fue ocupada por el ejército alemán durante la Primera Guerra Mundial, y vio pasar las tropas del ejército de Denikin y las tropas del Ejército Rojo, así como las de Petliura y las de Majnó en la guerra civil rusa. En noviembre-diciembre de 1918, Sudzha fue la sede provisional del Gobierno Provisional de Obreros y Campesinos de Ucrania (antecesora de la República Socialista Soviética de Ucrania) antes de su traslado a Bélgorod. Formó parte de Ucrania hasta 1922, cuando fue transferida a la República Socialista Soviética de Rusia.
Durante la Segunda Guerra Mundial, fue ocupada por los alemanes desde 1941 hasta el 3 de marzo de 1943, fecha en que fue liberada por las tropas del Frente de Vorónezh del Ejército Rojo en la Operación Zvezdá (en el marco de la ofensiva de reconquista alemana de Járkov).
Más tarde, en el siglo XX, cerca de Sudzha se construyó una estación de tránsito de gasoductos naturales y se instaló una estación de medición de gas.
Tras el inicio de la invasión rusa de Ucrania en 2022, el gasoducto en Sudzha se convirtió en el último punto restante por el que fluía gas natural desde Rusia a Europa a través de Ucrania después del sabotaje al gasoducto Nord Stream en 2022.El 6 de agosto de 2024, la ciudad fue escenario de una incursión en la óblast de Kursk de las Fuerzas Armadas de Ucrania en el transcurso de la guerra ruso-ucraniana.El 15 de agosto, el gobierno ucraniano confirmó la captura de la ciudad y anunció la formación de una administración militar para brindar ayuda humanitaria a los civiles y mantener la ley y el orden.
El 12 de marzo de 2025, medios de comunicación estatales rusos publicaron imágenes de las tropas rusas izando banderas rusas en el centro de Sudzha. Ese mismo día varios medios internacionales informaron que la ciudad había vuelto al control ruso. Al día siguiente el Ministerio de Defensa de Rusia anunció oficialmente la liberación de las localidades de Melovói, Podol y Sudzha. El 15 de marzo de 2025, el Ejército ucraniano confirmó que se había retirado de Sudzha, siendo expulsados completamante del Óblast de Kursk.

## Demografía
La evolución demográfica de Sudzha entre 1897 y 2021 fue la siguiente:
| 12 856                         | 3674 | 4004 | 6197 | 7185 | 7487 | 7045 | 6036 | 5127 |
| (Fuente: Population of Russia) |      |      |      |      |      |      |      |      |

En el censo de 1897, el 96,08% de la población eran rusos y el 1,09 %, ucranianos. Según el censo de 1897, el 61,2 % de la población eran ucranianos; el 37,2 %, rusos y el resto de minorías eran principalmente judíos y polacos (1,2 % y 0,3 %, respectivamente).

## Economía
Las empresas de Sudzha fabrican piezas de tractores, materiales de construcción, productos alimentarios y alfombras. Las principales compañías son: 
- OAO Spitozavod Rozhdéstvenski (ОАО "Спиртозавод 'Рождественский'") : alcohol etílico, alcohol bruto.
- ZAO Sudzhanski miasokombinat (ЗАО "Суджанский мясокомбинат") : carnes, salchichas.
- OAO Sudzhanski maslodelny kombinat (ОАО "Суджанский маслодельный комбинат") : aceites animales, leche en polvo.

## Infraestructura

### Arquitectura, monumentos y lugares de Interés
En Sudzha se encuentran la Iglesia de la Trinidad, la iglesia de la Ascensión, de alrededor de 1811, y la iglesia de la Natividad de la Virgen, construida entre 1799 y 1828. La ciudad cuenta con un museo de etnografía local. 

### Transporte
Por la ciudad pasan así mismo varias carreteras, como la carretera regional R200 des Dyákonovo (cerca de Kursk) hasta la frontera ucraniana y Sumy. Sudzha está conectada al ferrocarril Briansk-Lgov-Járkov. 

## Galería

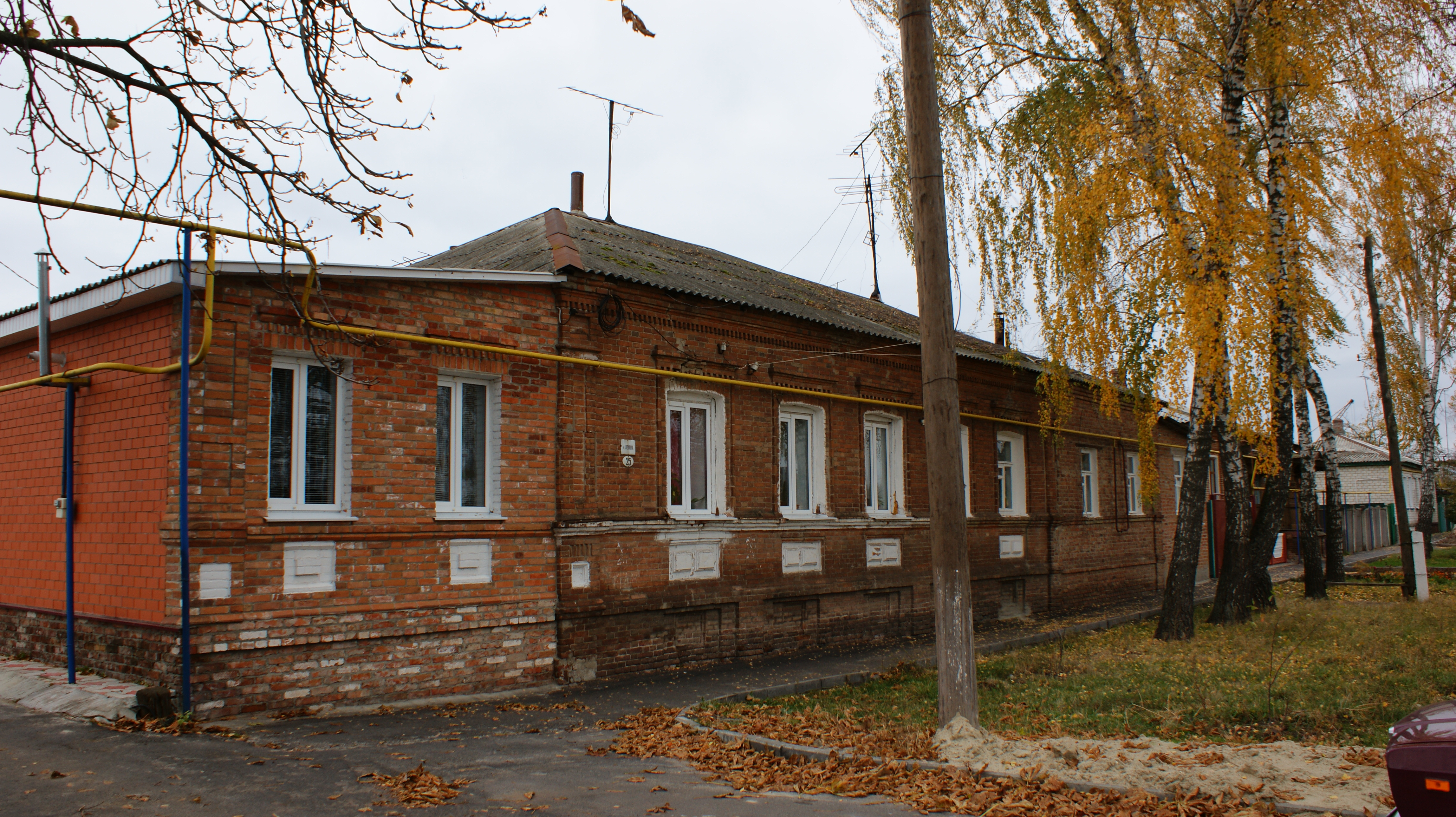
Casa del cura de Sudzha
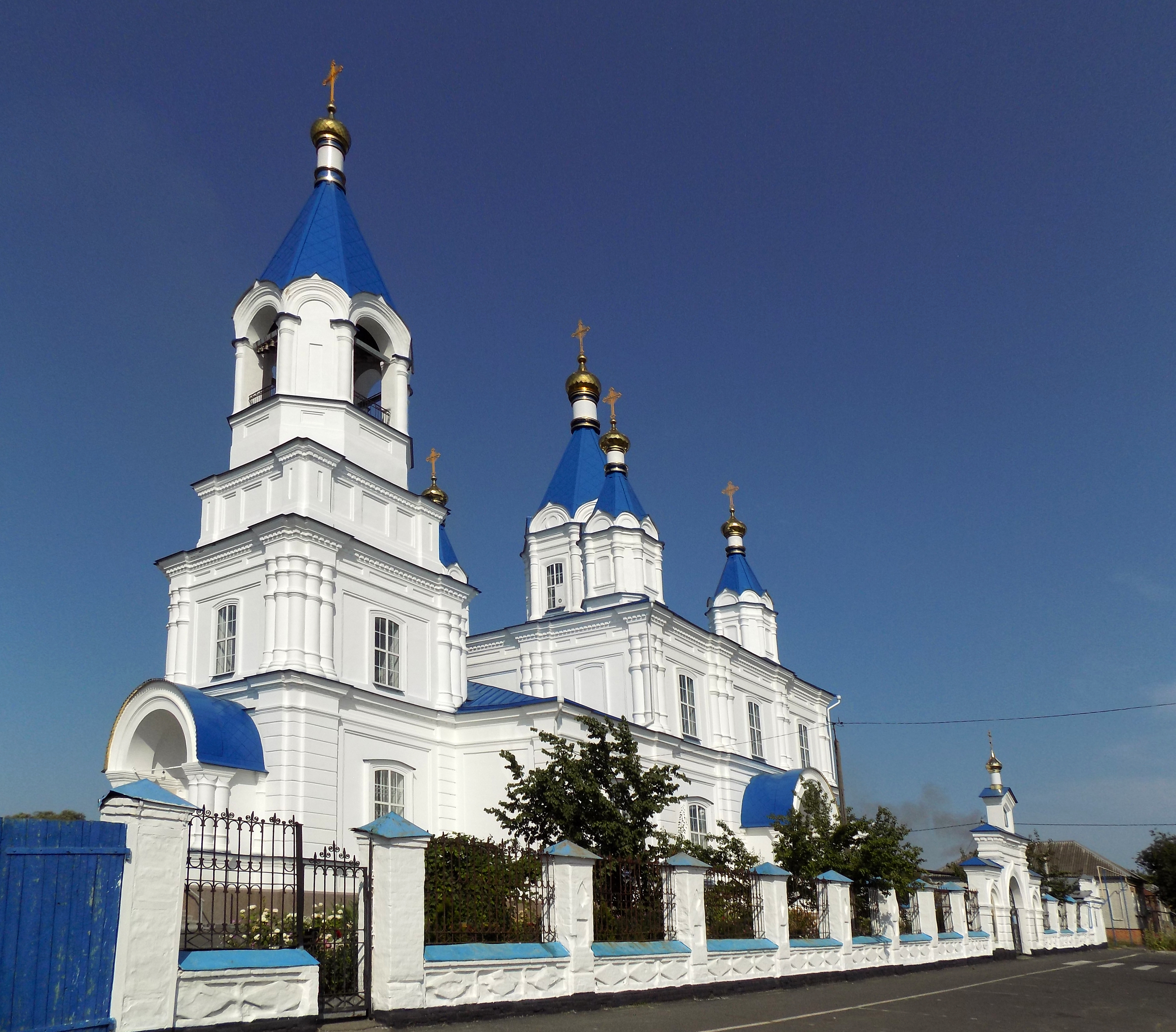
Iglesia de la Transfiguración
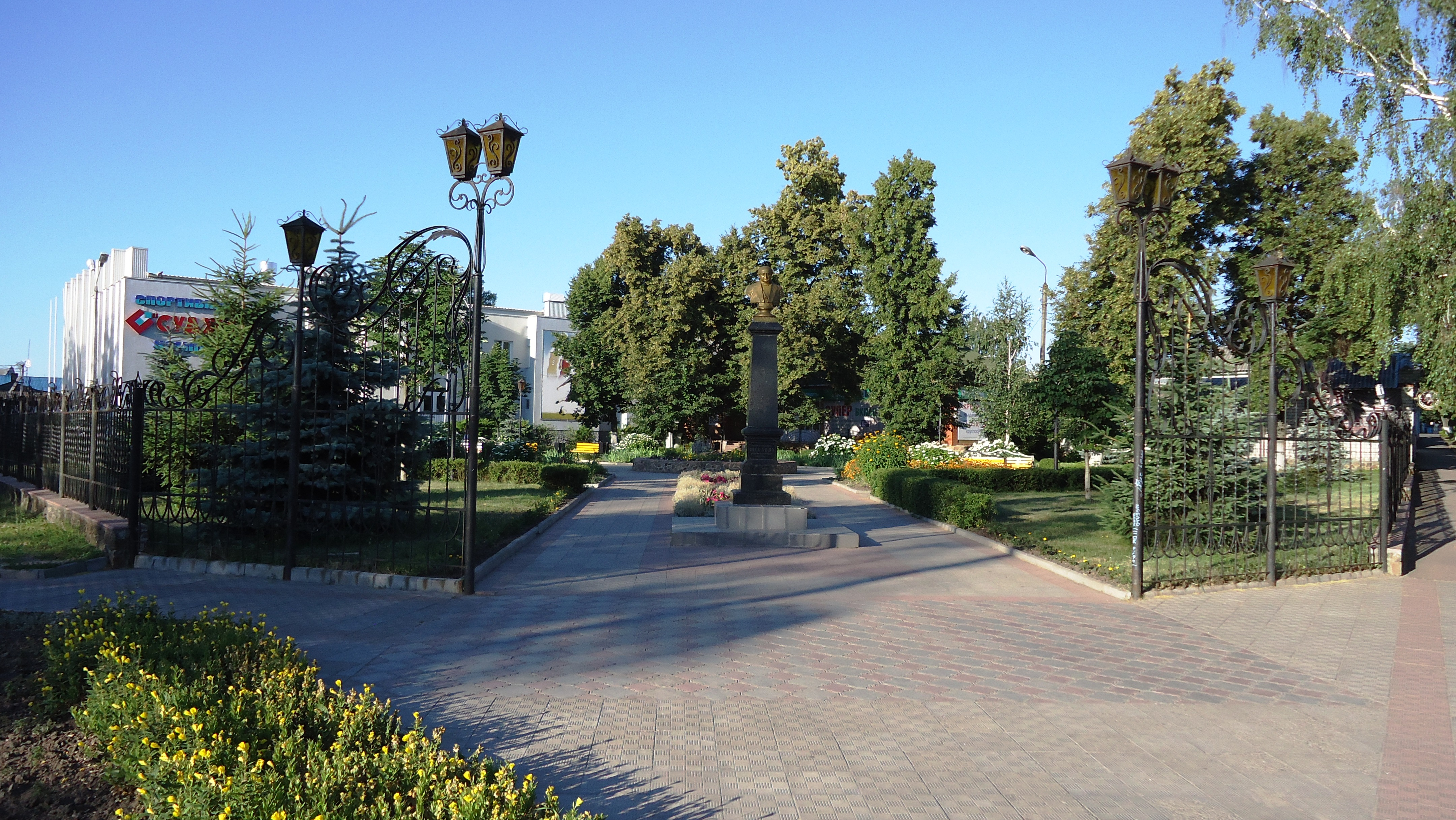
Parque local
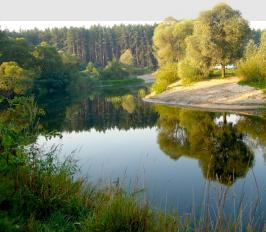
Río Psel